# بيغي كرو
بيغي كرو (بالإنجليزية: Peggy Crowe)‏ هي متزلجة أمريكية، ولدت في 15 يناير 1956 في سانت لويس في الولايات المتحدة، وتوفيت في 9 فبراير 2012 في بيفيرتون في الولايات المتحدة.

## وصلات خارجية
- بيغي كرو على موقع SpeedSkatingBase.eu (الإنجليزية)
- بيغي كرو على موقع SpeedSkatingNews.info (الإنجليزية)
- بيغي كرو على موقع SpeedSkatingStats.com (الإنجليزية)
- بيغي كرو على موقع أوليمبيديا (الإنجليزية)